# Mesosemia latizonata
Mesosemia latizonata är en fjärilsart som beskrevs av Butler 1874. Mesosemia latizonata ingår i släktet Mesosemia och familjen Riodinidae. Inga underarter finns listade i Catalogue of Life.